# ری ماتسوزاکی
ری ماتسوزاکی (انگلیسی: Rei Matsuzaki; ۳۱ مهٔ ۱۹۸۵ – ) صداپیشه اهل ژاپن بود. وی از سال ۲۰۰۷ میلادی تاکنون مشغول فعالیت بوده‌است.